# NGC 4388
NGC 4388 é uma galáxia espiral (Sb) localizada na direcção da constelação de Virgo. Possui uma declinação de +12° 39' 43" e uma ascensão recta de 12 horas, 25 minutos e 46,9 segundos.
A galáxia NGC 4388 foi descoberta em 17 de Abril de 1784 por William Herschel.